# Nikolay Nenovsky
Nikolay Nenov Nenovsky (in bulgaro Николай Неновски?; Veliko Turnovo, 26 luglio 1963) è un economista bulgaro, Professore ordinario presso l'Université de Picardie Jules-Verne di Amiens (Francia), Membro del Consiglio Direttivo della Banca Nazionale Bulgara, Direttore del Centro Monetario di Ricerca (MRC) dell’Università di Economia Nazionale e Mondiale di Sofia, affiliato al Laboratoire d'Économie d'Orléans (LEO) e aIl'ICER (International Center for Economic Research) di Torino.

## Biografia
Nikolay Nenovsky è figlio del prof. Neno Nenovsky (1934-2004), noto giurista e membro della Corte costituzionale della Bulgaria. Si laurea in Economia presso l'Università Statale "Lomonosov" di Mosca (1984-1989) specializzandosi in Economia e finanze in Francia e in Svizzera (1990-1996). Nel periodo 1988-1994 lavora presso la commissione del Consiglio di mutua assistenza economica (Comecon) di Mosca e di seguito come consulente finanziario presso la Sogenal di Lussemburgo. Dopo il conseguimento del Dottorato di ricerca presso l'Istituto di economia dell'Accademia Nazionale Bulgara delle Scienze (1995), diventa professore presso l'Università di Economia Nazionale e Mondiale di Sofia (1997) dove insegna Economia monetaria ed Economia internazionale. Dal 2000 è professore invitato permanente presso l'Université d'Orléans (Francia), dal 2006 è ricercatore associato presso l'ICER di Тоrinо e dal 2012 è professore ordinario presso l'Université de Picardie Jules-Verne di Amiens (Francia). È professore invitato presso alcune prestigiose istituzioni accademiche internazionali quali: l'Université d'Auvergne, l'Università di Aix-Marseille, l'Università Blaise Pascal, l'Università Pantheon-Sorbona e l'Université Bordeaux-IV, l'Università di Kyōto, l'Università di Kyushu, l'Università di Nagasaki, l'Università Internazionale di Kagoshima, l'Università di Hitotsubashi, l'Università di Torino, l'Università Sapienza di Roma, la Texas Christian University ed altre. È membro del comitato editoriale di: Revue d'économie politique, East-West Journal of Economics and Business, The Journal of Comparative Economic Studies, Panoeconomicus, Economic Studies ecc. Dal 2011 è membro della società di consulenza Cobden Partners (Regno Unito). Nel periodo 2002-2005 è vicepresidente del BMA e cofondatore della Fondazione “Friedrich Hayek”. Dal 2015 è Direttore del Monetary Research Center - MRC dell’Università di Economia Nazionale e Mondiale della Bulgaria. È riconosciuto esperto internazionale, soprattutto, negli ambiti dell'Economia e Politica monetaria, dell'Economia politica, della Storia del pensiero economico, della Teoria e storia delle crisi economiche, del Currency board. Fin dal 1998, alla carriera accademica affianca il lavoro presso la Banca Nazionale Bulgara dove è attualmente uno dei sette membri del Consiglio Direttivo nominati dal Presidente della Repubblica Bulgara.

### Pubblicazioni
La lista completa delle pubblicazioni di Nikolay Nenovsky è reperibile sul sito ResearchGate

### Articoli
- Nenovsky N., Magnin E, (2020). "Calculating without money. Theories of in-kind accounting of Alexander Chayanov, Otto Neurath and the early Soviet experiences", "European Journal of the History of Economic Thought", 28 (3).
- Nenovsky N., Tochkov, K. (2012)."University efficiency and public funding for higher education in Bulgaria ", Post-Communist Economies, 24 (4): 515–532.
- Nenovsky, N. (2013). «Ivan Kinkel's (1883–1945) theory of economic development », European Journal of the History of Economic Thought.
- Nenovsky N., J. Milev (2012). Capital Pension Schemes in Bulgaria, Hungary and Slovakia and the Impact of the Ongoing Financial Crisis on them, East-West Journal of Economics and Business, 15 (1/2): 71–88.
- Nenovsky N., P. Villieu (2011). «EU enlargement and monetary regimes from the insurance model perspective» Post-Communist Economies, Vol. 23, Issue 4, ppp. 433–447.
- Nenovsky N. (2011). Criticisms of Classical Political Economy. Menger, Austrian Economics and the German Historical School (book review on G. Campagnolo), The European Journal of History of Economic Thought, 18 (2): 290–293.
- Nenovsky N., P. Chobanov and A. Lahiani (2011). Investigation of Systemic Risk in the New EU States, Economics Bulletin, 31 (2): 1041–1412.
- Nenovsky N., D. Ialnazov (2011). A Game Theory Interpretation of the Post-communist Evolution, Journal of Economic Issue, XLV (1): 41–55.
- Nenovsky N., K. Toshkov (2011) Reforms, EU accession, and Bank Efficiency in Transition economies: Evidence from Bulgaria, Emerging Markets Finance & Trade, XLVII (1): 113–129.
- Nenovsky N. (2011). «Bulgarian Economic Thought since 1989: A Personal Perspective», The History of Economic Thought (Japan), 52 (2): 1–26.
- Nenovsky N. (2010) The Birth of Modern Economic Science. Reading Gilles Campagnolo's Book (Criticism of Classical Political Economy, Routledge, 2010), Journal des Economistes et des Etudes Humaines, 16 (1): 5.
- Nenovsky N. (2009). Debates over the Crisis: A Special Focus on Bulgaria, The Journal of Comparative Economic Studies, (5): 19–24, 2.
- Nenovsky N. (2009). „ Place of Labor and Labor Theory in Tugan Baranovsky’s Theoretical System“.The Kyoto Economic Review Vol. 78 (2009), No.1 pp. 53–77
- Nenovsky N., P.Chobanov, G. Mihaylova, and D. Koleva (2008). How the Bank Efficiency Changes: the Case of Bulgaria, Megatrend Review, 5, (1): 5–16.
- Nenovsky N., JB Desquilbert)(2005). Confiance et ajustement dans les régimes de caisse d’émission, Monde en développement, 2 (130): 77–95.
- Nenovsky N., M. Berleman (2004). Lending of First versus Lending of Last Resort: The Bulgarian Financial Crisis of 1996–1997, Comparative Economic Studies, 46 (2): 245–271.
- Nenovsky N., Y. Rizopoulos (2004). Peut-on mesurer le changement institutionnel du régime monétaire?, Revue d’économie financière, (75): 17 –36.
- Nenovsky N. (2003). Improving Monetary Theory in Post –communist Countries – Looking back to Cantillon, Ecowest (Russian Economic Journal), III (4): 549–566. (in Russian).
- Nenovsky N (2003). Assurance des dépôts bancaires durant l’accession à l’UE, Revue d’économie financière, (72): 123–140.
- Nenovsky N., E. Peev and T. Yalamov (2003). Banks-Firms Nexus under the Currency Board: Empirical Evidence from Bulgaria, Revue d'études comparatives Est-Ouest, 34 (2): 53–81.
- Nenovsky N., Y. Rizopoulos (2003). Extreme Monetary Regime Change. Evidence from Currency Board Introduction in Bulgaria, Journal of Economic Issues, 37 (4): 909–941.
- Nenovsky N., K. Hristov (2002). New Currency Boards and Discretion. The Empirical Evidence from Bulgaria, Economic Systems, XXVI (1): 55–72.
- Nenovsky N., K. Hristov and M. Mihaylov (2002). Comparing Institutional and Organizational Design of Currency Boards in Transition Countries, Eastern European Economics, (40): 3–36.
- Nenovsky N., D. Ialnazov)(2001). The Currency Board and Bulgaria's Accession to the European Monetary Union, The Kyoto University Economic Review, LXX: 1/2 (148/149): 31–48.
- Nenovsky N., K. Hristov and M. Mihaylov (2001). Comparing Currency Board Automatic Mechanism in Bulgaria, Estonia and Lithuania, Journal des Economistes et des Etudes Humaines, 11 (4): 575–616.
- Nenovsky N. (1999). Une économie en transition a-t-elle vraiment besoin d’une banque centrale? (la Caisse d’émission en Bulgarie), Revue d'études comparatives Est-Ouest, (4): 65–96.

### Monografie
- Economic Discussions at the European Periphery. Bulgarian Economists During the Great Depression 2010.
- Monetary order. Critics of monetary theory, Siela Edition (Soft and Publishing), 2007, Sofia.
- Exchange rate Inflation: France and Bulgaria in the interwar period. The contribution of Albert Aftalion (1874–1956), Edition of Bulgarian National Bank, 2005, (in English, French and Bulgarian).
- From Lev to Euro: Which is the Best Way? Scenarios for Bulgaria integration to EMU, (with K. Hristov, B. Petrov), Siela Edition (Soft and Publishing), 2001, Sofia.
- Free Money (the questions of economic theory), Edition of Bulgarian Academy of Sciences, Academic Publishing House “Marin Drinov”, 2001, Sofia.
- The Demand for Money in Transitional economies, 1998, Sofia, Edition of Bulgarian Academy of Sciences, Academic Publishing House “Marin Drinov”.

### Capitoli in monografie
- Deposit Insurance around the World. Issues of Design and Implementation, MIT Press, Cambridge, Edited by Aslı Demirgüç-Kunt, Edward J. Kane and Luc Laeven, 2008.
- Monetary Convergence on the Road to EMU: Conceptual Issues for Eastern Europe, in: Melting the Boundaries: Institutional Transformation in the Wider Europe, pp. 129–152, Yagi, K. and S. Mizobata, Eds, Kyoto University Press, 2008.
- Exchange rate control in Italy and Bulgaria in the interwar period. History and Perspectives, (with G. Pavanelli, K. Dimitrova), in: The Experience of Exchange Rate Regimes in South-Eastern Europe in a historical and comparative perspective, Oesterreichische Nationalbank, 2007.
- Le Currency board comme institution: une comparaison des expériences bulgare, estonienne et lithuanienne, (with D. Koleva) (2007), in: Nouvelles Europes. Trajectoires et enjeux économiques, Koleva, P., N. Ridet-Kroichvilli, J. Vercueil, Eds., UTBM, France, pp. 109–138.
- Money market liquidity under currency board-empirical investigations for Bulgaria, (with P. Chobanov) 2005, chapter 6, in Financial institutions and development, E. Klein Edition, New York.
- Currency Boards and Financial Stability: Experiences from Argentina and Bulgaria, (with Berlemann, M.), in: Sovereign risk and financial crisis, Frenkel, M., Karmann, A., Scholtens, B., Eds), Springer–Verlag, 2004, pp. 237–257.
- The efficiency of banking system in CEE: inequality and convergence to the EU, (with Tomova, M. and Naneva, T.), in: Financial markets in CEE, Stability and efficiency perspectives, (Balling, M., Lierman, F., and Mullineux, A., eds), Routledge, London, 2004, pp. 225–251.
- The Banking System in Bulgaria (with Guglielmo Maria Caporale, Kalin Hristov, Jeffrey Miller, Boris Petrov), in: Banking Reforms in South-East Europe, Željko Šević (ed.), Edward Elgar Publishing, 2002, London, pp. 219–240.